# Use Your Illusion II
Use Your Illusion II (en español: Usa tu ilusión 2) es el cuarto álbum de estudio de la banda de hard rock, Guns N' Roses, lanzado al mercado el 17 de septiembre de 1991 a través de Geffen Records. El álbum es caracterizado por ser más melancólico, reflexivo, triste y oscuro que su álbum antecesor Use Your Illusion I, lanzado en mismo día.
Ha vendido más de 18 millones de copias alrededor del mundo hasta el momento. El álbum también llegó a la posición N.º 1 en las listas musicales estadounidenses. Dentro del álbum se encuentra «You Could Be Mine» que se convirtió en el tercer sencillo más exitoso y con más ventas de la banda (por detrás de «Sweet Child o' Mine» y «November Rain»). El sencillo respectivamente ha vendido más de 7 millones de copias por su cuenta. Así mismo este álbum también logró el "récord" al ser el tercer álbum de Guns N' Roses en posicionarse en el número 1 en las listas de diversos países, algunos de ellos fueron Reino Unido, Canadá Nueva Zelanda, Australia, lo que convirtió a Guns N' Roses en uno de los privilegiados artistas en la historia en lograr posicionar tres álbumes en el N.º 1 fuera de su país de origen.
Este álbum fue la última colaboración en estudio del guitarrista rítmico Izzy Stradlin, que abandonaría la banda después de la grabación alegando diferencias con el vocalista Axl Rose y de Steven Adler quien grabara la batería en «Civil War», última canción con todos los integrantes originales, y que luego sería expulsado de la banda.

## Características
Es considerado por la crítica y muchos fanes como el álbum más triste de Guns N' Roses. Aunque según afirmó el grupo:

«El hecho de que "Use Your Illusion II" no sea tan heavy como el volumen I no significa que así lo queríamos, hicimos un sorteo para las canciones».

## Portada
La portada es la misma que la del álbum de estudio Use Your Illusion I, solo que esta es azul y púrpura mientras la de Use Your Illusion I es amarilla y roja. Ambas están inspiradas en el Fresco de Rafael “La escuela de Atenas”.

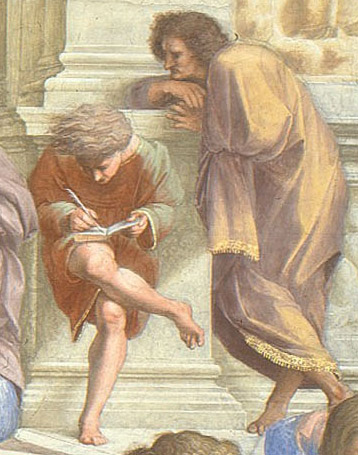
La portada del disco está basada en la obra de Rafael, "La escuela de Atenas".

## Lista de canciones
| N.º   | Título                          | Escritor(es)                                   | Duración |  |
| 1.    | «Civil War»                     | Axl Rose / Slash / Duff McKagan                | 7:40     |  |
| 2.    | «14 Years»                      | Rose / Izzy Stradlin                           | 4:20     |  |
| 3.    | «Yesterdays»                    | Rose / West Arkeen / Del James / Billy McCloud | 3:15     |  |
| 4.    | «Knockin' on Heaven's Door»     | Bob Dylan                                      | 5:35     |  |
| 5.    | «Get in the Ring»               | Rose / Slash / McKagan                         | 5:40     |  |
| 6.    | «Shotgun Blues»                 | Rose                                           | 3:22     |  |
| 7.    | «Breakdown»                     | Rose                                           | 7:03     |  |
| 8.    | «Pretty Tied Up»                | Stradlin                                       | 4:47     |  |
| 9.    | «Locomotive»                    | Rose / Slash                                   | 8:40     |  |
| 10.   | «So Fine»                       | McKagan                                        | 4:05     |  |
| 11.   | «Estranged»                     | Rose                                           | 9:24     |  |
| 12.   | «You Could Be Mine»             | Rose / Stradlin                                | 5:42     |  |
| 13.   | «Don't Cry» (Letra alternativa) | Rose / Stradlin                                | 4:44     |  |
| 14.   | «My World»                      | Rose                                           | 1:23     |  |
| 75:22 |                                 |                                                |          |  |

## Integrantes
- Axl Rose: Voz, guitarra rítmica en «Shotgun Blues» y piano en «Estranged».
- Slash: Guitarra líder y guitarra acústica en «Civil War».
- Izzy Stradlin: Guitarra rítmica, guitarra acústica, coros, voz en «14 Years» y sitar en «Pretty Tied Up».
- Duff McKagan: Bajo, coros, co-voz en «So Fine» y percusiones en «Locomotive».
- Matt Sorum: Batería, percusiones y coros.
- Dizzy Reed: Piano, órgano, teclados y coros.

Colaboraciones:
- Steven Adler: Batería en «Civil War».
- Howard Teman: Piano en «So Fine».
- Shannon Hoon: Vocales en «Don't Cry».
- Johann Langlie: Efectos de sonido en «My World».
- The Waters: Segundas voces en «Knockin' on Heaven's Door».

## En la cultura popular
La canción «You Could Be Mine» fue incluida en la exitosa película Terminator 2: el juicio final, en una escena en la que John Connor escucha esta canción mientras arregla y limpia su motocicleta en casa de sus padres adoptivos, y las posteriores escenas en las que él pasea con su amigo por la ciudad. Años más tarde, «You Could Be Mine» vuelve a aparecer en otra película de esta saga, en Terminator: La salvación, la cuarta parte de la franquicia.